# Dino Hotić
Dino Hotić (sinh 26 tháng 7 năm 1995) là một cầu thủ bóng đá Slovenia thi đấu cho Cercle Brugge ở Slovenian PrvaLiga. Anh cũng là thành viên của đội tuyển quốc gia trẻ Slovenia.

## Danh hiệu
Maribor
- Slovenian Championship (5): 2011–12, 2012–13, 2013–14, 2014–15, 2016–17
- Cúp bóng đá Slovenia (2): 2011–12, 2012–13
- Siêu cúp bóng đá Slovenia (3): 2012, 2013, 2014